# Diables de Sant Andreu
La colla de Diables de Sant Andreu és una colla de diables del barri de Sant Andreu de Palomar de Barcelona creada l'any 1981. Va néixer amb el propòsit que el barri de Sant Andreu de Palomar tingués un grup de foc, però també que fos un grup amb un caràcter innovador. Una de les singularitats de la colla són les màscares que porten els diables, a més de particularitats en la vestimenta, en què predominen els colors negre i vermell.
Durant un temps, el grup va tenir el suport d'una companyia artística pròpia, Trialavia, amb què feia actuacions de carrer com ara cercaviles, teatre i animacions infantils.
La relació dels Diables de Sant Andreu amb el barri és molt activa. Dins la seu de la colla, s'hi fan activitats obertes al públic, que poden ser pròpies o a càrrec d'uns altres col·lectius. Cada mes organitza el Forat dels Somnis, amb espectacles i activitats infantils. Al local, també s'hi programen tallers de pallassos, xanques, tango, etc.